# Айтпайка
Айтпайка (каз. Айтбай) — упразднённое село в Каргалинском районе Актюбинской области Казахстана. Входило в состав Велиховского сельского округа. Ликвидировано в 2000-е годы.

## Население
В 1999 году население села составляло 9 человек (6 мужчин и 3 женщины).